# セイヨウハコヤナギ
セイヨウハコヤナギ (西洋箱柳、学名: Populus nigra var. italica）は、ヤナギ科ヤマナラシ属の落葉高木。別名はポプラ、イタリアヤマナラシ、ピラミッドヤマナラシ、イタリアポプラ、クロヤマナラシ。多くのポプラ類の中でも、日本ではごく一般にポプラと呼ばれている樹種である。街路樹など並木によく使われる。和名の由来は、西洋から渡来したハコヤナギの意味で、「ハコヤナギ」は材から箱をつくったことによる。公園樹に利用される。

## 特徴
ヨーロッパから中央アジアのユーラシア原産といわれる。落葉広葉樹の高木。生長が早く、雌雄異株で、湿地を好む。幹や枝がすべて直立して、箒を逆さまにして立てたような独特の樹形となる。樹皮は灰黒褐色で縦に裂ける、次第に裂け目は深くなる。枝は上向きに伸びる。一年枝は黄褐色で、つやがあり無毛。短枝もよく発達する。老木になるとよく幹に空洞ができる。
葉は互生。葉身は三角状から菱形で、若い枝の葉は倍くらい大きさになることも多い。ヤマナラシハムシが葉を食害して、葉脈標本になる。葉柄は平たい。秋には紅葉して鮮やかな黄色に色づく。花期は3 - 4月。果期は5 - 6月。種子は綿毛がつく。冬芽は互生し、先端が尖った長卵形で、やや樹脂をかぶる。頂芽は側芽よりも大きい。冬芽は赤褐色の芽鱗6 - 8枚に包まれていて、側芽は枚数が少ない。葉痕は半円形で、維管束痕は3個つく。
世界中で植栽樹として植えられており、日本にも明治時代にアメリカから渡来し、特に北海道で多く見られ、学校や公園によく植えられ、しばしば牧場でも見られる。中でも北海道大学のポプラ並木は、特に有名である。材は質が悪く使い道がないとも評されるが、マッチの軸に使われる。材がやわらかくて折れやすく、根が浅いため倒れてしまうこともしばしばある。2004年（平成16年）9月の台風で、北海道大学のポプラ並木が何本か倒れたときには、この材を使って楽器の材としてチェンバロが作られている。
セイヨウハコヤナギの花言葉は、「敏感」「勇気」「度胸」とされる。